# Richard Neile

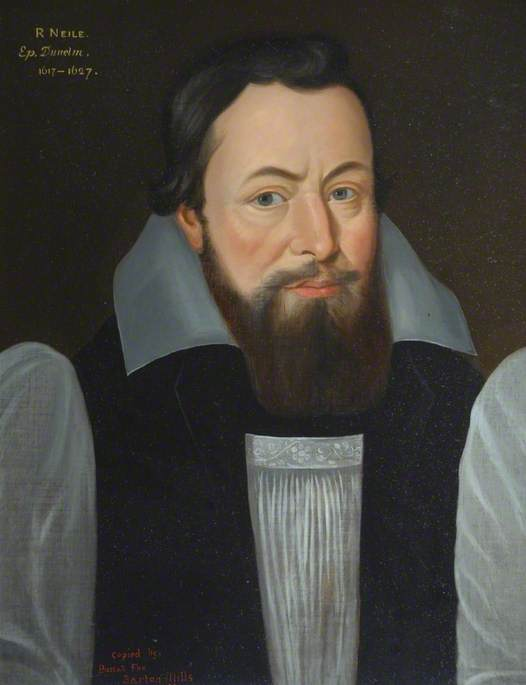
Richard Neile

Richard Neile (* 1562 in Westminster; † 31. Oktober 1640 in York) war Bischof mehrerer Diözesen der Kirche von England und Erzbischof von York von 1631 bis zu seinem Tod.

## Leben
Richard Neile absolvierte seine Schulzeit in der Westminster School. Danach besuchte er das St. John’s College in Cambridge. Seine erste wichtige Beförderung machte ihn im Jahr 1605 zum Dekan von Westminster; danach wurde er nacheinander Bischof von Rochester (1608), Bischof von Lichfield und Coventry (1610), Bischof von Lincoln (1614), Bischof von Durham (1617), Bischof von Winchester (1628) und Erzbischof von York (1631).
Während seiner Zeit in Rochester ernannte er William Laud als seinen Kaplan und gab ihm einige bedeutende Beförderungen. Seine politische Aktivität während seiner Bischofstätigkeit in Durham wurde 1627 mit einer Mitgliedschaft im geheimen Kronrat belohnt. Neile saß regelmäßig in den Gerichtsverhandlungen des Star Chamber und des Hochkommissariats. Seine Briefwechsel mit Laud, Sir Dudley Carleton und Francis Windebank (beides Staatssekretäre von Charles I.) sind heute noch wertvolle zeitgeschichtliche Quellen.